# Anoplolepis steingroeveri
Anoplolepis steingroeveri är en myrart som först beskrevs av Auguste-Henri Forel 1894.  Anoplolepis steingroeveri ingår i släktet Anoplolepis och familjen myror.

## Underarter
Arten delas in i följande underarter:
- A. s. gertrudae
- A. s. parsonsi
- A. s. steingroeveri